# Unión de Reyes
Unión de Reyes est une ville et une municipalité de Cuba dans la province de Matanzas.

## Géographie

### Situation
Unión de Reyes est dans l'est de la partie occidentale de l'île de Cuba, dans l'ouest de la province de Matanzas, à 114 km sud-est de La Havane et 34 km sud de sa capitale de province Matanzas.

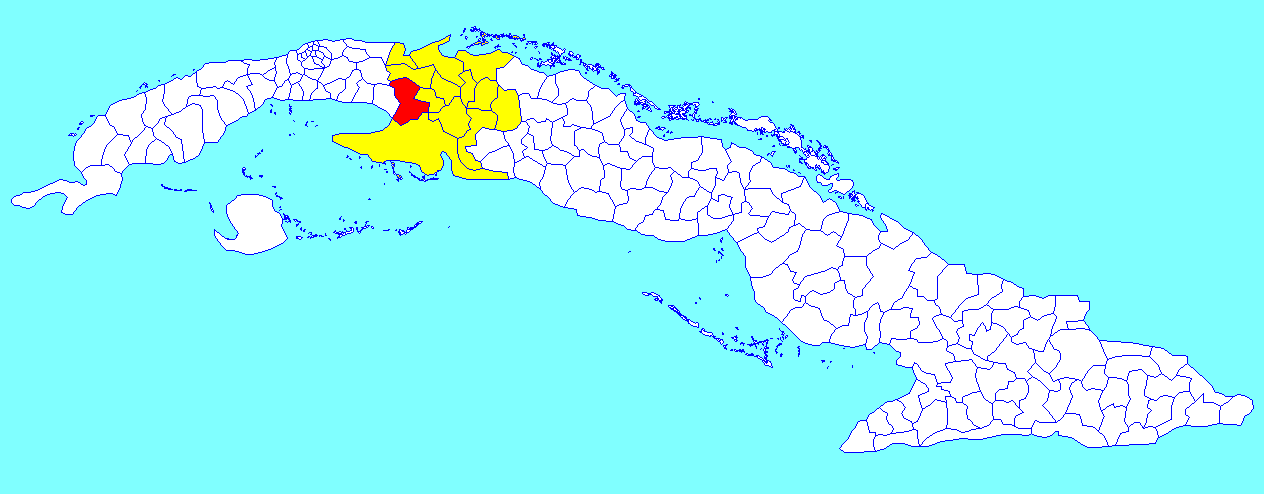
Municipalité de Unión de Reyes dans la province de Cienfuegos

### Divisions administratives
Unión de Reyes a neuf consejos populares :
- Unión de Reyes
- Juan Gualberto Gómez
- Cidra
- Alacranes
- Bermejas
- San Antonio de Cabezas
- Puerto Rico
- Juan Ávila
- Estante

## Population
En 2022 la population de la municipalité est estimée à 35 021 habitants. Pour une surface de 873,5 km2, la densité est de 40,09 habitants/km².

## Personnalités
- Regino Pedroso, né à Unión de Reyes en 1896